# Human artificial episomal chromosome
Ein HAEC (human artificial episomal chromosome) ist ein künstliches Chromosom, welches aus dem Replikationssystem des Epstein-Barr-Virus entwickelt wurde und dadurch in menschlichen Zellen vermehrt werden kann. HAECs wurden 1994 entwickelt und basieren auf dem bereits 1992 durch Brown entwickelten MAC.
Es dient als Vektor und erlaubt im Gegensatz zu den Cosmiden eine Klonierung von größeren Genomabschnitten und ist stabiler als das YAC. Es liegt als sehr stabiles und ringförmiges Minichromosom vor. Bisher konnten Insertionen von etwa 330 kbp mit dem HAEC durchgeführt werden.